# اونین تاهی
اونین تاهی (انگلیسی: Onneyn Tahi; ۲۴ ژوئیهٔ ۱۹۴۴ – ۱۹۹۸) سیاست‌مدار اهل وانواتو بود. وی از ۱۲ ژانویه ۱۹۸۹ تا ۳۰ ژانویه ۱۹۸۹ رئیس‌جمهور موقت وانواتو بود.
اونین تاهی در سال ۱۹۹۸، در یک سانحه رانندگی کشته شد.